# Експансіонізм Японської імперії 1920-1945 років

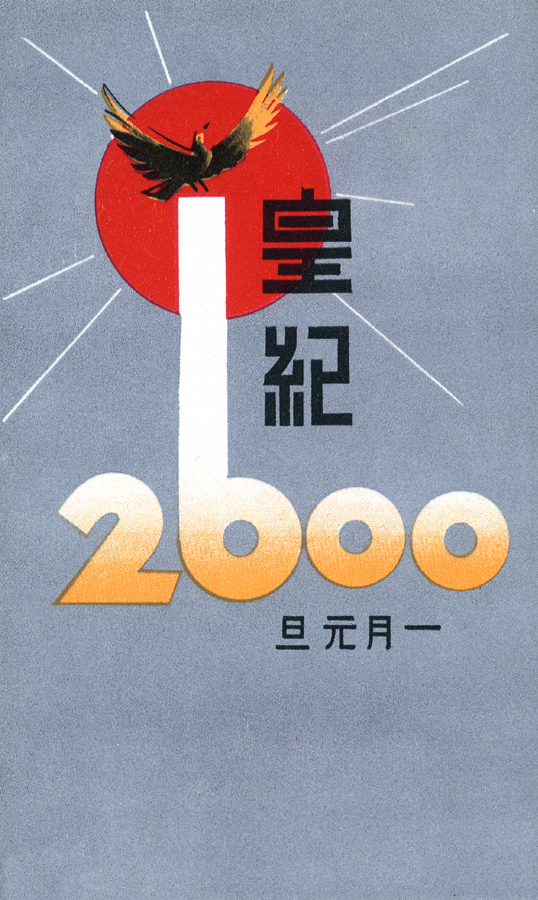
Новорічна листівка 1940 року з нагоди 2600-річчя заснування імперії легендарним імператором Дзімму

Етатизм Сьова (яп. 國家主義) японська націоналістична ідеологія пов’язана з політикою Японської імперії часів правління імператора Сьова (Хірохіто), Також інколи цю політику називають  фашизмом імператорської системи (яп. 天皇制ファシズム), або фашизмом японського стилю (яп. 日本型ファシズム) або націоналізмом Сьова. Етатизм Сьова продовжуючи свій розвиток після реформи реставрації Мейдзі, він виступав за ультранаціоналізм, традиціоналістський консерватизм, мілітаристський імперіалізм та економічну політику засновану на дирижизмі.

## Передумови
Завдяки більш агресивній зовнішній політиці та перемозі у війні проти Китаю який був під правлінням династії Цін (Перша японо-китайська війна) та над Російською імперією під час російсько-японської війни, Японська імперія зуміла приєднатися до великих західних імперіалістичних держав й імперій. Потреба в сильній та боєздатній армії для забезпечення безпеки нової заморської території Японської імперії, також була посилена відчуттям того, що лише завдяки сильній армії Японська імперія зможе заслужити повагу великих західних держав й імперій, і таким чином зуміє переглянути «нерівні договори», які були нав’язані Японії в 1800-х роках.
Японці які входили до складу імператорської армії Японської імперії вважали себе «політично чистими» з погляду на корумпованість, і критикували японські політичні партії які належали до так званої ліберальної демократії як корисливі та як такі що несли загрозу національній безпеці Японської імперії, через їх неспроможність забезпечити адекватні військові витрати або вирішити нагальні соціальні та економічні проблеми які виникали в середині Японської імперії. Також зазнавали критики японські політики із корпоративними монополіями відомі як «дзайбацу». Японські військові як правило, віддавали перевагу економічній політиці держави як «дирижизм» та іншим формам прямого державного контролю над промисловістю, а не капіталізму з його «вільним ринком», вони також підтримували збільшення державного соціального забезпечення, щоб зменшити привабливість соціалізму та комунізму в Японській імперії.
Особливі стосунки між японськими мілітаристами та японським центральним цивільним урядом з правлячою імператорською родиною підтримували важливе (особливе) становище імператора Японської імперії як очільника держави (імперії) з політичними повноваженнями та з відносинами з японськими націоналістичними правими рухами. Одначе японська політична думка мала відносно мало контактів з європейською політичною думкою до 20 століття.
Під впливом армії в Японській імперії розвинулась дуже ієрархічна аристократична економічна система зі значною участю держави. Під час реформ реставрації Мейдзі стався сплеск створення монополій. Частково це сталося через втручання держави, оскільки створення монополій дозволили Японській імперії стати однією зі світових економічних держав. Деякі монополії були під контролем й власністю держави, а іншими володіли дзайбацу. Монополії стали керувати центральним ядром економіки Японської імперії, а інші аспекти економіки контролювалися урядовим міністерством, відповідним до діяльності, включаючи також Національний центральний банк та імператорську родину. Ця економічна система багато в чому була схожа на пізніші корпоративні економічні моделі які були запроваджені в деяких країнах Європи.
Водночас деякі японські мислителі з ідеалами та цінностями, схожими до ідеалів часів Японії періоду сьоґунату, розвинули ранню основу японського експансіонізму та паназіатських теорій, таких як доктрини «Хаккоічіу», «Єн Блока» та «Амау» , які зрештою послужили основою для запровадження такої політики, як «Сфера спільного процвітання Великої Східної Азії».

## Події в епоху правління імператора Сьова

### Міжнародна політика
Завершення першої світової війни було офіційно зафіксовано Версальський договір 1919 року який не визнавав територіальні претензії Японської імперії, а міжнародні військово-морські договори укладені між західними великими державами та Японською імперією (Вашингтонська морська угода 1922 року і Лондонський морський договір 1930 року) накладали важливі обмеження на морське суднобудування Японської імперії, що обмежувало розмір кораблів Імператорського флоту Японської імперії. Імператорський флот Японської імперії мав  співвідношення 10:10:6. Багато хто в Японської імперії  розглядав ці заходи та обмеження як відмову західних  великих держав вважати Японську імперію рівноправним партнером. Це стало причиною інциденту 15 травня.
Виходячи з національної безпеки Японської імперії, ці події викликали сплеск японського націоналізму та поклали край політико-дипломатичній  співпраці, яка підтримувала мирну економічну експансію Японської імперії. Через це впровадження військової диктатури в Японської імперії та територіального експансіонізму вважалися найкращими способами захисту «Ямато-дамасії» (Дух Ямато).

### Громадянський дискурс про етатизм
На початку 1930-х років Міністерство внутрішніх справ Японської імперії почало арештовувати японських лівих політичних дисидентів, як правило це робилось для того, щоб отримати від них зізнання та відмову від будь-яких антидержавних ухилів. З 1930 по 1933 роки в Японській імперії було проведено понад 30 000 такого типу арештів. У відповідь на дії держави велика група японських письменників заснувала японське відділення Міжнародного народного фронту проти фашизму та опублікувала статті у великих літературних журналах, попереджаючи про небезпеку етатизму. Вони мали своє періодичне видання Народна бібліотека (яп. 人民文庫) тираж цього видання досягав  понад п’ять тисяч і був широко відомий в літературних колах, але врешті-решт його було піддано цензурі, а пізніше ліквідовано в січні 1938 року.

### Творчість пана Іккі Кіта
Іккі Кіта був відомим японським політичним теоретиком початку 20-го століття, який виступав за запровадження в Японській імперії гібрида етатизму та так   званого «азійського націоналізму», який таким чином зумів би змішати ранній японський ультранаціоналістичний рух з японським мілітаризмом. Його політична філософія була яскраво викладена в його дисертації Кокутайрон і чистий соціалізм 1906 року та Основний план реорганізації Японії (日本改造法案大綱) 1923 року. Іккі Кіта запропонував провести військовий переворот в Японській імперії, щоб замінити чинну на той час політичну структуру Японської імперії на військову диктатуру. Нове військове керівництво повинно було скасувати конституцію Великої Японської імперії (Більш відома як: конституція Мейдзі), заборонити політичні партії, замінити парламент Японської імперії на асамблею, яка буде вільною від корупції, а також проведе націоналізацію основні галузі промисловості. Іккі Кіта також пропонував суворі обмеження приватної власності на майно та земельну реформу яка повинна була покращення долі орендарів. На думку Іккі Кіта після запровадження даних реформ Японська імперія зуміє зміцнитися внутрішньо, після чого зуміє розпочати «Хрестовий похід» щоб звільнити всю Азію від західного імперіалізму.
Хоча праці Іккі Кіта були заборонені урядом Японської імперії, майже відразу після їх публікації, вони були поширені великим тиражем, а дисертація Іккі Кіта виявилася досить популярною не лише серед молодого японського офіцерського класу, схвильованого перспективами запровадження військового правління в Японській імперії та початку японського експансіонізму, але й серед японського популістського руху за звернення Іккі Кіта до японського аграрного суспільства.

### Творчість пана Шумей Окава
Шумей Окава був японським правим політичним філософом, та активним учасником багатьох японських націоналістичних товариств та організацій у 1920-х роках. У 1926 році він опублікував «Японія і шлях японців» (яп. 日本及び日本人の道), також серед інших робіт, які допомогли популяризувати в Японській імперії концепцію неминучості «зіткнення цивілізацій» між Японською імперією та великими державами й імперіями заходу. Політично теорії Шумей Окави спиралися на праці Іккі Кіта, але надалі підкреслювалося що Японській імперії необхідно повернутися до своїх традицій «кокутай», щоб пережити зростаючу соціальну напругу в Японській імперії які були спричинені індустріалізацією імперії та іноземними культурними впливами.

### Творчість пана Садао Аракі
Садао Аракі був відомим японським політичним філософом імператорської армії Японської імперії 1920-х років, який мав широке коло прихильників серед молодшого японського офіцерського корпусу. Попри те, що він був причетний до інциденту 26 лютого, він продовжив обіймати численні впливові посади в уряді Японської імперії, та був міністром кабінету під керівництвом прем’єр-міністра Фумімаро Коное.
Імператорська армія Японської імперії яка була навчена за прусською воєнним стандартом з раннього періоду Мейдзі, часто згадувала про спорідненість між японським «ямато-дамашії» та «прусським військовим духом», тому наполягає на військовому союзі з Королівством Італія та Німецькою імперією разом із необхідністю боротьби з  комунізмом і соціалізмом. Твори Садао Араки були пройняті ностальгією щодо військової адміністративної системи Японії часів сьогунату, подібно до того, як національна фашистська партія Королівства Італія поверталася до стародавніх ідеалів часів Римської імперії або НСРП у Німеччині згадувала та ідеалізувала  Священну Римську імперію яка була відома як Перший Рейх і Тевтонський орден.
Садао Араки змінив інтерпретацію японського кодексу воїнів відомого як «бусідо»  на «seishin kyōiku»  («духовне навчання»), яке Садао Араки представив військовим як в часи коли він був міністр армії Японської імперії та широкій японській громадськості в часи коли він був міністром освіти Японської імперії, і загалом приніс концепцію руху «Відновлення Сьова»  в мейнстрим японська політика.
Деякі відмінні риси цієї політики також використовувалися за межами Японської імперії. Так наприклад в  маріонеткові держави Маньчжоу-Го, Менцзян і уряд Ван Цзінвея пізніше були організовані частково за ідеями Садао Араки. У випадку з залежною державою Ван Цзінвея він сам мав певний німецький вплив — до початку японського вторгнення в Республіку Китай, він зустрічався з німецькими лідерами та підхопив деякі фашистські ідеї під час свого перебування в панівній партії Китайської Республіки Гоміндан. Він поєднав це з японським мілітаристським мисленням. Японські агенти впливу також підтримували місцеві та націоналістичні елементи в Південно-Східній Азії та російський білий рух у Маньчжоу-Го до початку війни.

### Роботи пана Сейго Накано
Сейґо Накано намагався відродити в Японській імперії світогляд який би поєднував самурайську етику, неоконфуціанства та японський популістський націоналізм за зразком європейського фашизму. Він вбачав в Сайґо Такаморі втіленням «справжнього духу» часів реставрація Мейдзі, та на його погляд, завдання тогочасної Японської імперії було — відвоювати його.

### Рух відновлення Сьова
Іккі Кіта та Шумей Окава об’єднали свої зусилля в 1919 році, щоб організувати недовговічну «Yūzonsha», групу японських політичних досліджень, яка мала стати головною японською організацією для різних японських правих державницьких (імперських) рухів. Хоча ця група незабаром розпалася через непримиренні ідеологічні розбіжності між Іккі Кітою та Шумей Окавою, вона зуміла виконати свою мету, оскільки зуміла приєднатися до японських правих так звані антисоціалістичні, паназіатські мілітаристські товариства із центристськими та лівими прихильниками сильної та могутньої держави (імперії).
У 1920-х і 1930-х роках прихильники японського етатизму використовували гасло «Реставрація Сьова» (яп. 昭和維新), яке означало, що нова реставрація потрібна для заміни тогочасного політичного порядку в Японській імперії, де домінували японські корумповані політики та промисловці, такою системою, яка (в їх очах), досягне початкових цілей відновлення прямого імперського правління яке було гаслом часів «Реставрації Мейдзі», це повинно було бути досягнуто  через військових довірених осіб.
Проте реалізація «Реставрації Сьова» мала різне значення (бачення) для різних японських правих груп. Для японських радикалів з організації Сакуракай це означало насильницьке повалення уряду Японської імперії з метою створення замість нього національно-синдикалістської держави (імперії) з більш справедливим розподілом багатства та усуненням японських корумпованих політиків і лідерів дзайбацу. Для молодих японських офіцерів це означало повернення в Японській імперії до певної форми «військового сьогунату», в цій державній системі імператор знову повинен був взяти на себе пряму політичну владу з диктаторськими атрибутами, а також божественною символікою, без втручання парламенту Японської імперії чи так званої ліберальної демократії, але який фактично був би фігурою, а щоденні рішення залишалися б за військовим керівництвом Японської імперії.
Іншого погляду дотримувався японський принц Тітібуномія Ясухіто, який був рідним братом японського імператора Сьова, який неодноразово радив імператору запровадити в Японській імперії пряме імператорське правління, навіть якби це означало призупинення дії конституції Японської імперії.
В принципі, деякі японські теоретики запропонували провести «Реставрації Сьова», відповідно до цього плану потрібно було надати імператору Японської імперії прямі диктаторські повноваження (через його божественні атрибути) для його керівництва над майбутніми закордонними діями на материковій частині Азії. Цей план був метою так званого інциденту 26 лютого та інших подібних повстань у Японській імперії. Пізніше, згадані раніше японські мислителі вирішили організувати власну політичну групу на основі попередніх японських радикальних, мілітаристських рухів у 1930-х роках; це стало основою японської воєнної фракції (партії) Кодоха та їхнього політичного бажання взяти безпосередній контроль над усією політичною владою в Японській імперії від японських поміркованих і демократичних політичних голосів.
Після формування цієї «політичної групи» серед японських мілітаристів, промисловців і землевласників виникла нова течія політичної думки, яка наголошувала на бажанні повернути Японську імперію до стародавньої системи сьогунату, але у формі більш сучасної військової диктатури з новими відповідними структурами. Вона повинна була бути організована був разом з  імператорським флотом Японської імперії й імператорською армією Японської імперії, які повинні були діяти як клани під  командуванням верховного військового диктатора (сьоґуна), який контролював би Японську імперію. У цьому імперському уряді, японський імператор був приховано обмежений у своїх функціях і використовувався як фігура (символ) для політичних чи релігійних потреб Японської імперії під контролем японських мілітаристів.
Провал різних спроб державних переворотів в Японській імперії, у тому числі інцидент Ліги крові, інцидент імперських кольорів та інцидент 26 лютого, дискредитував прихильників руху за «Реставрації Сьова», але концепції японського етатизму перекочували в основну японську політику, де вона поєдналася з деякими елементами європейського фашизму.

### Порівняння з ідеологією європейського фашизму
Початковий (ранній) етатизм Сьова іноді називають ретроспективним сучасним ярликом «фашизм», але це не було самоназвою цієї ідеології. Так коли авторитарні інструменти Японської імперії, такі як «Кемпейтай», почали використовувати на початковому періоду Сьова, вони використовувалися для захисту верховенства права згідно з Конституцією Японської імперії від уявних ворогів як з лівого ідеологічного табору, так і з правого.
Деякі японські ідеологи, такі як пан Кінгоро Хасімото, пропонували запровадити однопартійну диктатуру в Японській імперії, засновану на популізмі за зразком відомих на той час європейських фашистських рухів. Дослідження глобальної політики з расою «Ямато» як ядром чітко демонструє вплив європейської ідеології.
Ці геополітичні ідеали переросли в «Доктрина Амау» (яп. 天羽声明), відповідно до якої Японська імперія взяла на себе повну відповідальність за мир на теренах Азії, і цю тенденцію можна побачити пізніше, коли прем’єр-міністр Японської імперії Хірота Кокі проголосив виправдану експансію Японської імперії на північ Республіки Китай, та створення «спеціальної зони, антикомуністичної, про японської та проманьчжоу-го», яка була «фундаментальною частиною» японського національного існування.
Хоча японські праві реформатори з «kakushin uyoku», цікавилися цією концепцією, японські праві ідеалісти відкидали фашизм, так само  як вони відкидали все, що має західне (європейське) походження.
Через недовіру до японських профспілок до такої єдності японці вирішили замінити їх на «Ради» (яп. 経営財団) так на кожній фабриці, до складу «Ради» входило як керівництво, так і представники працівників.  Це було частиною програми по створенню безкласової національної єдності. Найвідомішою з «Ради» була Управління швидкого транспорту Teito (яп. 帝都高速度交通営団), яка навіть пережила  демонтаж «Ради» під керівництвом США коли вони зуміли окупувати Японію. Так «Управління швидкого транспорту Teito» тепер називається Токійським метро.

#### Кокухонша
Кокухонша була заснована в 1924 році японським консервативним міністром юстиції Японської імперії та президентом верхньої палати парламенту (Палати перів) Японської імперії Хіранумою Кіічіро. Пан Хіранумою Кіічіро закликав японських патріотів відмовитися від різноманітних іноземних (переважно Європейських) політичних «ідеологій» (таких як соціалізм, комунізм, марксизм, анархізм тощо) на користь досить нечітко визначеного «японського національного духу» (кокутай). Назву «кокухон» було обрано як антитезу до слова «мінпон» від «мінпон шугі», вона стала загальновживаним перекладу слова «демократія», а також суспільство відкрито підтримувало тоталітарну ідеологію.

#### Божественне право й шлях воїна
Однією конкретною японською концепцією, яка використовувалася в Японській імперії, був указ, приписаний легендарним першим імператором Японської імперії, імператором Джимму, у 660 році до нашої ери: політика усі вісім сторін світу під одним дахом (яп. 八紘一宇).
Ця концепція також була пов’язана з японською концепцією кокутай або японського національного ладу, що означає унікальність японського народу в тому, що він має лідера з духовним (божественним/надприродним) походженням. Памфлет «Кокутай но Хонгі» навчав, що японські студенти повинні ставити японську націю вище себе, і що вони є частиною держави (Японської імперії), і тому вони не повинні відділятися від неї. Шінмін но Мічі наказав усім японцям дотримуватися головних правил вірності а також синівської побожності, що відкине персональний егоїзм і дозволить їм виконати своє «святе завдання».
Основи сучасної форми японського «Кокутай» та «Хакко: ічіу» розвинулися після 1868 року і мали наступний вигляд:
1. Японська імперія є центром світу з її правителем Тенно (імператором), Божественною істотою, яка одержує свою божественність від предків великої богині Аматерасу, самої богині Сонця.
2. Камі (боги й богині Японської імперії) мають особливий захист Японської імперії. Таким чином, люди та ґрунт Японської імперії та всі його державні установи перевершують усі інші.
3. Усі ці атрибути є фундаментальними для Кодосюгіша (імперського шляху) і дають Японській імперії божественну місію зібрати всі нації під одним єдиним дахом, щоб усе людство могло розділити перевагу правління божественного імператора Японської імперії.

Концепція божественності імператорів Японської імперії була ще одним віруванням в імперії, яке мало відповідати пізнішим цілям. Невід’ємною частиною японської релігійної структури протягом століть було те, що імператор Японської імперії був божественним, і походить безпосередньо з лінії Ама-Терасу (Аматерасу, богині Сонця).
Останньою важливою ідеєю (ідеологією), яка була модифікована в тогочасний час в Японській імперії, стала концепція бусідо. Це був стародавній японський військовий кодекс і закони феодальної Японії часів сьогунату, які хоча і мали поверхневі культурні відмінності, за своєю сутністю мало відрізнялась від лицарського кодексу чи будь-якої іншої подібної системи в інших культурах. У наступні роки непогрішна віра в кодекс бусідо відродилася в Японській імперії після проведення реставрації Мейдзі. Спочатку це дозволило Японській імперії створити військо, яке вважалося одним із найпрофесійніших і гуманних у світі, яке поважали як друзі, так і вороги. Зрештою, ця віра стала поєднуватись з пропагандою та фанатизмом, що призвела до початку другої японо-китайської війни 1930-х років та вступом Японської імперії в другу світову війну. Також особливістю цієї третьої концепції, було те що вона визначила майбутній політичний курс Японської імперії, що привів її до кількох наступних війн, які завершаться другою світовою війною.

#### Рух за новий порядок (лад)
Протягом 1940 року прем'єр-міністр Японської імперії Фумімаро Коное проголосив політику «Синтайсей» (нову національну структуру), яка перетворила Японську імперію на «державу національної оборони». Відповідно до Закону про національну мобілізацію, уряд Японської імперії отримав абсолютну владу над національним майном. Усім японським політичним партіям було наказано розчинитися в «Асоціація допомоги трону», утворивши монолітну однопартійну державу, засновану на тоталітарних цінностях (ідеалах). Такі заходи, як Указ про національну службу та Національний рух духовної мобілізації, мали на меті мобілізувати японське суспільство для тотальної війни проти західних великих держав й імперій.
Пов’язане із зусиллями уряду Японської імперії створити в імперії державницьке суспільство включало також створення Тонарігумі (комітетів мешканців) і наголос на Кокутай («Основи національної політики Японії»), які представляли погляд на історію Японської імперії та її місію об’єднати Схід і Захід згідно з теорією «Hakkō ichiu» а в школах складались офіційні тексти. Офіційним академічним текстом була ще одна книга, «Shinmin no Michi» (Шлях суб’єкта), «моральна національна Біблія», яка представляла ефективний катехізис на націю, релігію, культурні, соціальні та ідеологічні теми.

## Держави Осі
Японська імперія вийшла з Ліги Націй у 1933 році, і це зблизило її з нацистською Німеччиною, яка також вийшла з цієї міжнародної організації того ж року, та Королівством Італія, яка була також незадоволена діяльністю Ліги Націй. Протягом 1930-х років Японська імперія все далі віддалялася від Західної Європи та США. У цей період американські, британські та французькі фільми піддавалися все більшій цензурі в імперії, а в 1937 році Японська імперія заморозила всі американські активи по всій своїй імперії.
У 1940 році три країни (Німеччина, Королівство Італія, Японська імперія) утворили держави Осі та стали більш тісно пов’язані між собою. Японська імперія імпортувала німецькі пропагандистські фільми, такі як «Ом Крюгер» (1941), рекламуючи їх як розповіді про страждання, спричинені західним імперіалізмом.

## Кінець етатизму Сьова
Етатизм Сьова був дискредитований і остаточно знищений невдачею імператорської армії Японської імперії у другій світовій війні. Після капітуляції Японської імперії, вона опинилася під окупацією союзників. Деякі з  колишніх воєначальників Японської імперії були засуджені за воєнні злочини перед Токійським трибуналом, японська державна система освіти була переглянута, а принципи ліберальної демократії були записані (нав'язані) в післявоєнній Конституції Японії як один з її ключових принципів.
Крах(через поразку у другій світовій війні) японських великодержавницьких ідеологій у 1945–1946 рр. супроводжувався формалізацією відносин між синтоїстською релігією та післявоєнною Японією, це включало також питання усунення статусу синтоїзму як державної релігії Японії. У серпні 1945 року для позначення деяких аспектів етатизму було запроваджено термін «державний синтоїзм» (Kokka Shintō). 1 січня 1946 року імператор Японії Сьова видав імператорський рескрипт, який іноді називають Нінген-сенген («Декларація гуманності»), у якому він процитував Клятву з п’яти статутів (Gokajō no Goseimon) свого діда, імператора Японської імперії Мейдзі, і офіційно відмовився від «фальшивих концепція того, що імператор Японії є божеством». Однак формулювання цієї Декларації — придворною мовою імператорської родини Японії, архаїчним японським діалектом, відомим як «Кютейго» — та зміст цієї заяви були предметом багатьох майбутніх дискусій. Наприклад, зречення не включало слово, яке зазвичай використовується для приписування божественності імператора: арахітогамі («живий бог»). Так наприклад у декларації використовувалося незвичайне слово (термін) акіцумікамі, яке офіційно перекладалося як «божество», але більш буквально японською означало «прояв/ втілення камі («бог/дух»)». Отже, такі коментатори, як Джон У. Дауер і Герберт П. Бікс, стверджували, що імператор Японії Сьова (Хірохіто) не заперечував, що він «живий бог» (арахітогамі).

## Список використаної літератури
- Beasley, William G. (1991). Japanese Imperialism 1894-1945 (англ.). Oxford University Press. ISBN 0-19-822168-1.
- Bix, Herbert P. (2001). Hirohito and the Making of Modern Japan (англ.). Harper Perennial. ISBN 0-06-093130-2.
- Dower, John W. (1986). War Without Mercy: Race and Power in the Pacific War. Pantheon. ISBN 0-394-50030-X.
- Duus, Peter (2001). The Cambridge History of Japan (англ.). Palgrave Macmillan. ISBN 0-312-23915-7.
- Gordon, Andrew (2003). A Modern History of Japan: From Tokugawa Times to the Present (англ.). Oxford University Press. ISBN 0-19-511060-9.
- Gow, Ian (2004). Military Intervention in Pre-War Japanese Politics: Admiral Kato Kanji and the Washington System' (англ.). RoutledgeCurzon. ISBN 0-7007-1315-8.
- Hook, Glenn D (2007). Militarization and Demilitarization in Contemporary Japan (англ.). Taylor & Francis. ASIN B000OI0VTI.
- Maki, John M (2007). Japanese Militarism, Past and Present (англ.). Thompson Press. ISBN 978-1-4067-2272-7.
- Reynolds, E Bruce (2004). Japan in the Fascist Era (англ.). Palgrave Macmillan. ISBN 1-4039-6338-X.
- Sims, Richard (2001). Japanese Political History Since the Meiji Renovation 1868-2000 (англ.). Palgrave Macmillan. ISBN 0-312-23915-7.
- Stockwin, JAA (1990). Governing Japan: Divided Politics in a Major Economy (англ.). Vintage. ISBN 0-679-72802-3.
- Storry, Richard. "Fascism in Japan: The Army Mutiny of February 1936" History Today (Nov 1956) 6#11 pp 717–726.
- Sunoo, Harold Hwakon (1975). Japanese Militarism, Past and Present (англ.). Burnham Inc Pub. ISBN 0-88229-217-X.
- Wolferen, Karen J (1990). The Enigma of Japanese Power;People and Politics in a Stateless Nation (англ.). Vintage. ISBN 0-679-72802-3.
- Brij, Tankha (2006). Kita Ikki And the Making of Modern Japan: A Vision of Empire (англ.). University of Hawaii Press. ISBN 1-901903-99-0.
- Wilson, George M (1969). Radical Nationalist in Japan: Kita Ikki 1883-1937 (англ.). Harvard University Press. ISBN 0-674-74590-6.
- Was Kita Ikki a Socialist?, Nik Howard, 2004.
- Baskett, Michael (2009). "All Beautiful Fascists?: Axis Film Culture in Imperial Japan" in The Culture of Japanese Fascism, ed. Alan Tansman. Durham: Duke University Press. pp. 212–234. ISBN 0822344521ISBN 0822344521
- Bix, Herbert. (1982) "Rethinking Emperor-System Fascism" Bulletin of Concerned Asian Scholars. v. 14, pp. 20–32.
- Dore, Ronald, and Tsutomu Ōuchi. (1971) "Rural Origins of Japanese Fascism. " in Dilemmas of Growth in Prewar Japan, ed. James Morley. Princeton: Princeton University Press, pp. 181–210. ISBN 0-691-03074-XISBN 0-691-03074-X
- Duus, Peter and Daniel I. Okimoto. (1979) "Fascism and the History of Prewar Japan: the Failure of a Concept, " Journal of Asian Studies, vol. 39, no. 1, pp. 65–76.
- Fletcher, William Miles. (1982) The Search for a New Order: Intellectuals and Fascism in Prewar Japan. Chapel Hill: University of North Carolina Press. ISBN 0-8078-1514-4ISBN 0-8078-1514-4
- Maruyama, Masao. (1963) "The Ideology and Dynamics of Japanese Fascism" in Thought and Behavior in Modern Japanese Politics, ed. Ivan Morris. Oxford. pp. 25–83.
- McGormack, Gavan. (1982) "Nineteen-Thirties Japan: Fascism?" Bulletin of Concerned Asian Scholars v. 14 pp. 2–19.
- Morris, Ivan. ed. (1963) Japan 1931-1945: Militarism, Fascism, Japanism? Boston: Heath.
- Tanin, O. and E. Yohan. (1973) Militarism and Fascism in Japan. Westport, Conn. : Greenwood Press. ISBN 0-8371-5478-2ISBN 0-8371-5478-2